# Фархутдинов, Миргай Ахмаевич
Миргай Ахмаевич Фархутди́нов (12 августа 1915 года — 28 марта 1944 года) — командир пулемётной роты 1041-го стрелкового полка (223-я стрелковая дивизия, 68-й стрелковый корпус, 57-я армия, 3-й Украинский фронт), старший лейтенант, Герой Советского Союза.

## Биография
Миргай Ахмаевич Фархутдинов родился 12 августа 1915 года в деревне Карьявды Шаранского района Башкирии. Башкир. Образование неполное среднее — 6 классов. Член КПСС с 1941 года.
В Советскую Армию призван Туймазинским райвоенкоматом Башкирской АССР 13 октября 1937 года. Воевал на советско-финляндской войне 1939—1940 годов. После войны окончил курсы младших лейтенантов.
На фронте Великой Отечественной войны с августа 1942 года.
Командир пулемётной роты 1041-го стрелкового полка (223-я стрелковая дивизия, 57-я армия, 3-й Украинский фронт) старший лейтенант М. А. Фархутдинов 24 марта 1944 года с бойцами первым форсировал реку Южный Буг в районе села Бугское Николаевской области.
В этом бою Фархутдинов был ранен, но сражался до тех пор, пока батальон прочно не закрепился на правом берегу Южного Буга.
Скончался от ран 28 марта 1944 года в медсанбате в местечке Братское. Похоронен в пгт Братское Николаевской области Украины.
Звание Героя Советского Союза присвоено 3 июня 1944 года посмертно.

## Память
- Одна из улиц посёлка Братское Николаевской области носит имя героя, там ему установлен памятный знак[2].
- Памятник Герою установлен в селе Мичуринск Шаранского района, местная школа носит его имя[4].

## Награды
- Медаль «Золотая Звезда» Героя Советского Союза (03.06.1944)[3];
- орден Ленина (03.06.1944);
- орден Красной Звезды (27.03.1943)[5];
- орден Красной Звезды (30.11.1943)[6];
- медаль «За боевые заслуги» (15.05.1940).